# Where Are You Christmas?
Christmas, Why Can't I Find You? è una canzone scritta da Mariah Carey, James Horner e Will Jennings per il film di Ron Howard Il Grinch, in cui è stata cantata da Taylor Momsen nel ruolo di Cindy Lou. Nel doppiaggio italiano del film la canzone è stata tradotta come Com'era bello il mio Natale e cantata da Lilian Caputo. Una versione più lunga della canzone scritta da Mariah Carey e intitolata Where Are You Christmas? fu incisa per la colonna sonora del film, ma a causa di una disputa legale tra la Carey e il marito Tommy Mottola il singolo non poté essere rilasciato. La canzone fu quindi incisa da Faith Hill e rilasciata come singolo l'11 dicembre 2000. 
Nel gennaio 2001 la canzone raggiunse il decimo posto nella Hot Adult Contemporary Tracks e nel 2016 è stata classificata come la settima canzone natalizia per numero di vendite negli Stati Uniti.

## Classifiche
| Classifica (2000-2018)        | Posizione massima |
| ----------------------------- | ----------------- |
| Billboard                     | 38                |
| Dutch Top 40                  | 37                |
| Single Top 100                | 35                |
| Billboard Hot 100             | 65                |
| Hot Adult Contemporary Tracks | 10                |
| Adult Top 40                  | 40                |
| US Holiday 100                | 15                |
| Hot Country Songs             | 26                |